# September, gouden roos
'"September, gouden roos" ("setembro, rosa dourada") foi a canção que representou a Bélgica no Festival Eurovisão da Canção 1961 que teve lugar em Cannes em 18 de março daquele ano.
A referida canção foi interpretada em neerlandês por Bob Benny. Foi a décima-primeira canção a ser interpretada na noite do festival, a seguir à canção da Suíça "Nous aurons demain", interpretada por Franca Di Rienzo e antes da canção da Noruega  "Sommer i Palma", cantada por Nora Brockstedt. Terminou em 15.º e último lugar, empatada com a canção da Áustria "Sehnsucht". interpretada por Jimmy Makulis, tendo recebido apenas 1 ponto. No ano seguinte, a Bélgica seria representada por Fud Leclerc que interpretou "Ton nom".

## Autores
- Letrista: Wim Brabants
- Compositor: Hans Flower
- Orquestrador: Francis Bay

## Letra
A canção é uma balada na qual Benny canta sobre a necessidade de se separar de sua amante, em setembro. Ele diz que a rosa de ouro que viram florescer servirá como um lembrete de seu romance.

## Versões
- "Rosen im September" (alemão)
- nova versão (neerlandês) [1:47]
- novo medley medley (1999) (neerlandês)